# 背盾新海鯰
背盾新海鯰為輻鰭魚綱鯰形目海鯰科的其中一種，分布於新幾內亞中南部及澳洲北部淡水、半鹹水水域，體長可達60公分，棲息在河川、湖泊、沿海、河口區，屬雜食性，以植物、甲殼類、蠕蟲、昆蟲、魚類等為食，雄魚以口孵卵，可做為食用魚及遊釣魚。

## 擴展閱讀
維基物種上的相關：背盾新海鯰